# Pentax K-7
Pentax K-7 je je 14,6 megapikselni digitalni SLR fotoaparat predstavljen 20. svibnja 2009. Ovo je prvi novi vrhunski model fotoaparata u Pentaxovoj ponudi nakon spajanja s Hoya Corporation 31. ožujka 2008.
Nasljednik K-7 je K-5 predstavljen u rujnu 2010.

## Tehničke specifikacije
| Vrsta kamere               | Digitalni SLR |
| Senzor                     | APC-S 23,4x15,6mm CMOS |
| Maksimalna rezolucija      | 14.6 megapiksela (4672x3104px) |
| Video mogućnosti           | 1536x1024 30fps 1280x720 30fps 640x480 30fps |
| Brzina rafalnog okidanja   | 5,2 slike u sekundi |
| Bajonet                    | Pentax KAF2 i KAF3, podržava rad sa starijim objektivima uz neka ograničenja                                                                            |
| Bljeskalica                | Ugrađena sa sinkronizacijom na 1/180 sek. Mogu se upotrebljavati vanjske bljeskalice preko hot-shoe ili PC Sync utičnice                                |
| Brzina zatvarača           | 30 - 1/8000 s, bulb |
| Svjetlomjer                | TTL 77 segmenata s mogućnošću izbora načina mjerenja svjetla (ukupan prizor, prosjek sredine, točkasto)                                                 |
| Tražilo                    | Pentaprizma koja pokriva gotovo 100% vidnog polja uz povećanje od 0.92x                                                                                 |
| Zaslon                     | 3" s 921 000 točaka, pomoćni zaslon na gornjoj strani kućišta                                                                                           |
| Mikrofon                   | Ugrađen mono mikrofon s utičnicom za vanjski mikrofon.                                                                                                  |
| Memorija                   | SD, SDHC |
| Izlazni format fotografija | PEF, DNG i JPG |
| Baterija                   | Litij-ionska D-LI90 punjiva |
| Ostale karakteristike      | Ugrađena elektronička libela Live-view način rada Ugrađena stabilizacija slike Podesiva razina uklanjanja šuma Zabrtvljen protiv prodora vode i prašine |
| Težina                     | 750 grama s baterijom, 670 grama bez |